# 飞仙关站
飞仙关站是位于四川省广元市朝天区飞仙关的一个铁路车站，邮政编码628012。车站建于1967年，有宝成铁路经过该站，现仅办货运业务，不办理客运业务，车站及其上下行区间均已电气化。车站距离宝鸡站332公里，隶属中国铁路西安局集团，是四等站。